# Final de la Copa Colombia 2011
La final de la Copa Colombia 2011 fueron una serie de partidos de fútbol disputados entre Millonarios y Boyacá Chicó con el propósito de definir el campeón de la Copa Colombia en su edición 2011, competición que reúne a todos los equipos profesionales del fútbol colombiano —Categoría Primera A y Categoría Primera B—.
Al final de los partidos de ida y vuelta se coronó campeón Millonarios, quien venció en ambos duelos con anotaciones de Rafael Robayo y Mayer Candelo respectivamente. De esta forma obtiene su segundo título en la competencia y la clasificación a la Copa Sudamericana 2012.
Con esta conquista Millonarios rompió una sequía de 10 años sin títulos oficial, siendo su última la Copa Merconorte 2001.

## Llave
|                 | vs. | Bandera de Boyacá (Colombia) |
| --------------- | --- | ---------------------------- |
| Millonarios 2 1 | vs. | Boyacá Chicó 0               |

## Estadios
| Bogotá                            | Tunja                    |
| --------------------------------- | ------------------------ |
| Estadio Nemesio Camacho El Campín | Estadio La Independencia |
| Capacidad: 39 000                 | Capacidad: 20 000        |
|                                   |                          |

## Camino a la final

### Millonarios
| Fecha                                                              | Fase                   | Estadio                                         | Local            | Resultado | Visitante        |
| ------------------------------------------------------------------ | ---------------------- | ----------------------------------------------- | ---------------- | --------- | ---------------- |
| 23 de febrero                                                      | Fase de grupos Grupo D | Estadio Compensar, Bogotá                       | Academia         | 0 : 2     | Millonarios      |
| 9 de marzo                                                         | Fase de grupos Grupo D | Nemesio Camacho El Campín, Bogotá               | Millonarios      | 4 : 2     | Centauros        |
| 30 de marzo                                                        | Fase de grupos Grupo D | Estadio Alfonso López Pumarejo, Bogotá          | Bogotá F.C.      | 1 : 1     | Millonarios      |
| 13 de abril                                                        | Fase de grupos Grupo D | Nemesio Camacho El Campín, Bogotá               | Millonarios      | 2 : 1     | Santa Fe         |
| 27 de abril                                                        | Fase de grupos Grupo D | Nemesio Camacho El Campín, Bogotá               | Millonarios      | 2 : 2     | La Equidad       |
| 7 de junio                                                         | Fase de grupos Grupo D | Nemesio Camacho El Campín, Bogotá               | Millonarios      | 3 : 1     | Academia         |
| 22 de junio                                                        | Fase de grupos Grupo D | Nemesio Camacho El Campín, Bogotá               | Santa Fe         | 5 : 1     | Millonarios      |
| 26 de junio                                                        | Fase de grupos Grupo D | Estadio Macal, Villavicencio                    | Centauros        | 2 : 1     | Millonarios      |
| 29 de junio                                                        | Fase de grupos Grupo D | Nemesio Camacho El Campín, Bogotá               | Millonarios      | 2 : 1     | Bogotá F.C.      |
| 7 de julio                                                         | Fase de grupos Grupo D | Estadio Metropolitano de Techo, Bogotá          | La Equidad       | 1 : 1     | Millonarios      |
| Millonarios avanzó de fase como primero de su grupo con 18 puntos. |                        |                                                 |                  |           |                  |
| 13 de julio                                                        | Octavos de final       | Estadio Marcos Henríquez, Sabanalarga           | Uniautonoma F.C. | 2 : 3     | Millonarios      |
| 21 de julio                                                        | Octavos de final       | Nemesio Camacho El Campín, Bogotá               | Millonarios      | 1 : 1     | Uniautonoma F.C. |
| Millonarios avanzó de fase con un resultado global de 4:3.         |                        |                                                 |                  |           |                  |
| 24 de agosto                                                       | Cuartos de final       | Manuel Murillo Toro, Ibagué                     | Deportes Tolima  | 3 : 2     | Millonarios      |
| 7 de septiembre                                                    | Cuartos de final       | Nemesio Camacho El Campín, Bogotá               | Millonarios      | 2 : 0     | Deportes Tolima  |
| Millonarios avanzó de fase con un resultado global de 5:2.         |                        |                                                 |                  |           |                  |
| 5 de octubre                                                       | Semifinales            | Nemesio Camacho El Campín, Bogotá               | Millonarios      | 4 : 1     | Junior           |
| 12 de octubre                                                      | Semifinales            | Estadio Metropolitano, Barranquilla Fútbol Club | Junior           | 0 : 0     | Millonarios      |
| Millonarios avanzó a la final del torneo con un global de 4:1.     |                        |                                                 |                  |           |                  |

|  |                         |
|  | Triunfo de Millonarios. |
|  | Empate.                 |
|  | Derrota de Millonarios. |

### Boyacá Chicó
| Fecha | Fase                   | Estadio                                     | Local                | Resultado | Visitante            |
| --- | ---------------------- | ------------------------------------------- | -------------------- | --------- | -------------------- |
| 23 de febrero | Fase de grupos Grupo C | Estadio La Independencia, Tunja             | Boyacá Chicó         | 3 : 1     | Real Santander       |
| 9 de marzo | Fase de grupos Grupo C | Estadio Alfonso Lopez, Bucaramanga          | Atlético Bucaramanga | 2 : 2     | Boyacá Chicó         |
| 23 de marzo | Fase de grupos Grupo C | Estadio La Independencia, Tunja             | Boyacá Chicó         | 1 : 0     | Cúcuta Deportivo     |
| 30 de marzo | Fase de grupos Grupo C | Estadio La Independencia, Tunja             | Boyacá Chicó         | 1 : 1     | Patriotas            |
| 27 de abril | Fase de grupos Grupo C | Nemesio Camacho El Campín, Bogotá           | Alianza Petrolera    | 2 : 0     | Boyacá Chicó         |
| 4 de mayo | Fase de grupos Grupo C | Estadio Alfonso Lopez, Bucaramanga          | Real Santander       | 5 : 2     | Boyacá Chicó         |
| 1 de junio | Fase de grupos Grupo C | Estadio La Independencia, Tunja             | Boyacá Chicó         | 3 : 1     | Atlético Bucaramanga |
| 22 de junio | Fase de grupos Grupo C | Estadio Grancolombiano, Villa del Rosario   | Cúcuta Deportivo     | 1 : 2     | Boyacá Chicó         |
| 29 de junio | Fase de grupos Grupo C | Estadio La Independencia, Tunja             | Patriotas            | 1 : 1     | Boyacá Chicó         |
| 7 de julio | Fase de grupos Grupo C | Estadio Metropolitano de Techo, Bogotá      | Boyacá Chicó         | 5 : 0     | Alianza Petrolera    |
| Boyacá Chicó avanzó de fase como segundo de su grupo con 18 puntos.                                              |                        |                                             |                      |           |                      |
| 14 de julio | Octavos de final       | Estadio Luis Carlos Galán Sarmiento, Soacha | Santa Fe             | 1 : 2     | Boyacá Chicó         |
| 21 de julio | Octavos de final       | Estadio La Independencia, Tunja             | Boyacá Chicó         | 1 : 0     | Santa Fe             |
| Boyacá Chicó avanzó de fase con un resultado global de 3:1.                                                      |                        |                                             |                      |           |                      |
| 24 de agosto | Cuartos de final       | Estadio Primero de Septiembre, Chiquinquirá | Boyacá Chicó         | 1 : 1     | Patriotas            |
| 7 de septiembre                                                                                                  | Cuartos de final       | Estadio La Independencia, Tunja             | Patriotas            | 1 : 1     | Boyacá Chicó         |
| Boyacá Chicó avanzó de fase tras empatar en el resultado global de 2:2 y ganar 7:6 en la tanda de penales.       |                        |                                             |                      |           |                      |
| 5 de octubre | Semifinales            | Estadio La Independencia, Tunja             | Boyacá Chicó         | 1 : 1     | Atlético Nacional    |
| 13 de octubre | Semifinales            | Estadio Atanasio Girardot, Medellín         | Atlético Nacional    | 1 : 1     | Boyacá Chicó         |
| Boyacá Chicó clasificó a la final tras empatar en el resultado global de 2:2 y ganar 7:6 en la tanda de penales. |                        |                                             |                      |           |                      |

|  |                          |
|  | Triunfo de Boyacá Chicó. |
|  | Empate.                  |
|  | Derrota de Boyacá Chicó. |

## Estadísticas previas
| Equipos      | PJ | PG | PE | PP | GF | GC | Dif. | Pts. | Rend. |
| ------------ | -- | -- | -- | -- | -- | -- | ---- | ---- | ----- |
| Millonarios  | 16 | 8  | 5  | 3  | 31 | 23 | 8    | 29   | 65.7% |
| Boyacá Chicó | 16 | 7  | 7  | 2  | 27 | 19 | 8    | 28   | 65.6% |

## Partidos

#### Partido de ida
| 35         | Guardameta     | Cristian Bonilla   |     |
| 16         | Defensa        | Pedro Pino         |     |
| 19         | Defensa        | Johnny Mostasilla  |     |
| 28         | Defensa        | Juan Galicia       |     |
| 11         | Defensa        | John Jairo Montaño |     |
| 5          | Centrocampista | Yeison Gordillo    |     |
| 30         | Centrocampista | Yhonny Ramírez     |     |
| 6          | Centrocampista | Avimileth Rivas    | 46' |
| 7          | Centrocampista | Diego Chica        | 81' |
| 8          | Centrocampista | Edwin Movil        | 72' |
| 27         | Delantero      | Jose Erik Correa   |     |
| Entrenador | Entrenador     | Alberto Gamero     |     |

| 1          | Guardameta     | Nelson Ramos       |     |
| 23         | Defensa        | Lewis Ochoa        |     |
| 5          | Defensa        | Alejandro Cichero  |     |
| 19         | Defensa        | Pedro Franco       |     |
| 13         | Defensa        | Jarol Martínez     |     |
| 21         | Centrocampista | Juan Esteban Ortiz |     |
| 8          | Centrocampista | Rafael Robayo      |     |
| 6          | Centrocampista | Luis Mosquera      | 75' |
| 10         | Centrocampista | Mayer Candelo      | 90' |
| 14         | Delantero      | Édison Toloza      |     |
| 15         | Delantero      | Erik Moreno        | 81' |
| Entrenador | Entrenador     | Richard Páez       |     |

| 17 | Centrocampista | Rafael Navarro | 46' |
| 9  | Delantero      | Martín Arzuaga | 72' |
| 18 | Defensa        | Elvis Perlaza  | 81' |

| 20 | Delantero      | Carlos Preciado    | 75' |
| 32 | Centrocampista | Jose Luis Tancredi | 81' |
| 25 | Centrocampista | Elkin Blanco       | 90' |

|  |  |  |  |  |  |  |
|  |  |  |  |  |  |  |

| Anotado | 83' | Rafael Robayo | 0-1 |  |  |
|         |     |               |     |  |  |

| Amonestado | 30' | Avimiled Rivas  |  |
| Amonestado | ?'  | Yeison Gordillo |  |

| Amonestado | ?' | Luis Mosquera   |  |
| Amonestado | ?' | Carlos Preciado |  |

| Árbitro             | Héctor Jaime Parra |
| Árbitros asistentes | Bandera de ?       |
| Árbitros asistentes | Bandera de ?       |
| Cuarto árbitro      | Bandera de ?       |

| 35         | Guardameta     | Cristian Bonilla   |     |
| 16         | Defensa        | Pedro Pino         |     |
| 19         | Defensa        | Johnny Mostasilla  |     |
| 28         | Defensa        | Juan Galicia       |     |
| 11         | Defensa        | John Jairo Montaño |     |
| 5          | Centrocampista | Yeison Gordillo    |     |
| 30         | Centrocampista | Yhonny Ramírez     |     |
| 6          | Centrocampista | Avimileth Rivas    | 46' |
| 7          | Centrocampista | Diego Chica        | 81' |
| 8          | Centrocampista | Edwin Movil        | 72' |
| 27         | Delantero      | Jose Erik Correa   |     |
| Entrenador | Entrenador     | Alberto Gamero     |     |

| 1          | Guardameta     | Nelson Ramos       |     |
| 23         | Defensa        | Lewis Ochoa        |     |
| 5          | Defensa        | Alejandro Cichero  |     |
| 19         | Defensa        | Pedro Franco       |     |
| 13         | Defensa        | Jarol Martínez     |     |
| 21         | Centrocampista | Juan Esteban Ortiz |     |
| 8          | Centrocampista | Rafael Robayo      |     |
| 6          | Centrocampista | Luis Mosquera      | 75' |
| 10         | Centrocampista | Mayer Candelo      | 90' |
| 14         | Delantero      | Édison Toloza      |     |
| 15         | Delantero      | Erik Moreno        | 81' |
| Entrenador | Entrenador     | Richard Páez       |     |

| 17 | Centrocampista | Rafael Navarro | 46' |
| 9  | Delantero      | Martín Arzuaga | 72' |
| 18 | Defensa        | Elvis Perlaza  | 81' |

| 20 | Delantero      | Carlos Preciado    | 75' |
| 32 | Centrocampista | Jose Luis Tancredi | 81' |
| 25 | Centrocampista | Elkin Blanco       | 90' |

|  |  |  |  |  |  |  |
|  |  |  |  |  |  |  |

| Anotado | 83' | Rafael Robayo | 0-1 |  |  |
|         |     |               |     |  |  |

| Amonestado | 30' | Avimiled Rivas  |  |
| Amonestado | ?'  | Yeison Gordillo |  |

| Amonestado | ?' | Luis Mosquera   |  |
| Amonestado | ?' | Carlos Preciado |  |

| Árbitro             | Héctor Jaime Parra |
| Árbitros asistentes | Bandera de ?       |
| Árbitros asistentes | Bandera de ?       |
| Cuarto árbitro      | Bandera de ?       |

#### Partido de vuelta
| 1          | Guardameta     | Nelson Ramos       |     |
| 23         | Defensa        | Lewis Ochoa        |     |
| 5          | Defensa        | Alejandro Cichero  |     |
| 19         | Defensa        | Pedro Franco       |     |
| 13         | Defensa        | Jarol Martínez     |     |
| 21         | Centrocampista | Juan Esteban Ortiz |     |
| 8          | Centrocampista | Rafael Robayo      |     |
| 6          | Centrocampista | Luis Mosquera      | 85' |
| 10         | Centrocampista | Mayer Candelo      | 89' |
| 14         | Delantero      | Édison Toloza      |     |
| 15         | Delantero      | Erik Moreno        | 58' |
| Entrenador | Entrenador     | Richard Páez       |     |

| 35         | Guardameta     | Cristian Bonilla   |     |
| 16         | Defensa        | Pedro Pino         | 23' |
| 19         | Defensa        | Johnny Mostasilla  |     |
| 28         | Defensa        | Juan Galicia       |     |
| 11         | Defensa        | John Jairo Montaño |     |
| 5          | Defensa        | Yeison Gordillo    |     |
| 30         | Centrocampista | Yhonny Ramírez     |     |
| 6          | Centrocampista | Avimileth Rivas    |     |
| 17         | Centrocampista | Rafael Navarro     | 67' |
| 8          | Centrocampista | Edwin Movil        |     |
| 27         | Delantero      | Jose Erik Correa   | 77' |
| Entrenador | Entrenador     | Alberto Gamero     |     |

| 32 | Centrocampista | Jose Luis Tancredi | 58' |
| 25 | Centrocampista | Elkin Blanco       | 85' |
| 4  | Defensa        | José Mera          | 89' |

| 18 | Defensa        | Elvis Perlaza | 23' |
| 7  | Centrocampista | Diego Chica   | 63' |
| ?  | Defensa        | Luis Mena     | 77' |
|    |                |               |     |
|    |                |               |     |

| Anotado | 84' | Mayer Candelo | 1-0 |  |

| Amonestado | 39' | Juan Esteban Ortíz |
| Amonestado | 56' | Jarol Martínez     |
| Amonestado | 66' | Rafael Robayo      |

| Amonestado | 10' | Yohnny Ramírez  |
| Amonestado | 28' | Elvis Perlaza   |
| Amonestado | 29' | Edwin Movil     |
| Amonestado | 51' | Avimiled Rivas  |
| Amonestado | 82' | Yeison Gordillo |

|  |

| Otorgado · Expulsado | 74' | Avimiled Rivas |

| Árbitro             | Adrián Vélez |
| Árbitros asistentes | Bandera de ? |
| Árbitros asistentes | Bandera de ? |
| Cuarto árbitro      | Bandera de ? |

| 1          | Guardameta     | Nelson Ramos       |     |
| 23         | Defensa        | Lewis Ochoa        |     |
| 5          | Defensa        | Alejandro Cichero  |     |
| 19         | Defensa        | Pedro Franco       |     |
| 13         | Defensa        | Jarol Martínez     |     |
| 21         | Centrocampista | Juan Esteban Ortiz |     |
| 8          | Centrocampista | Rafael Robayo      |     |
| 6          | Centrocampista | Luis Mosquera      | 85' |
| 10         | Centrocampista | Mayer Candelo      | 89' |
| 14         | Delantero      | Édison Toloza      |     |
| 15         | Delantero      | Erik Moreno        | 58' |
| Entrenador | Entrenador     | Richard Páez       |     |

| 35         | Guardameta     | Cristian Bonilla   |     |
| 16         | Defensa        | Pedro Pino         | 23' |
| 19         | Defensa        | Johnny Mostasilla  |     |
| 28         | Defensa        | Juan Galicia       |     |
| 11         | Defensa        | John Jairo Montaño |     |
| 5          | Defensa        | Yeison Gordillo    |     |
| 30         | Centrocampista | Yhonny Ramírez     |     |
| 6          | Centrocampista | Avimileth Rivas    |     |
| 17         | Centrocampista | Rafael Navarro     | 67' |
| 8          | Centrocampista | Edwin Movil        |     |
| 27         | Delantero      | Jose Erik Correa   | 77' |
| Entrenador | Entrenador     | Alberto Gamero     |     |

| 32 | Centrocampista | Jose Luis Tancredi | 58' |
| 25 | Centrocampista | Elkin Blanco       | 85' |
| 4  | Defensa        | José Mera          | 89' |

| 18 | Defensa        | Elvis Perlaza | 23' |
| 7  | Centrocampista | Diego Chica   | 63' |
| ?  | Defensa        | Luis Mena     | 77' |
|    |                |               |     |
|    |                |               |     |

| Anotado | 84' | Mayer Candelo | 1-0 |  |

| Amonestado | 39' | Juan Esteban Ortíz |
| Amonestado | 56' | Jarol Martínez     |
| Amonestado | 66' | Rafael Robayo      |

| Amonestado | 10' | Yohnny Ramírez  |
| Amonestado | 28' | Elvis Perlaza   |
| Amonestado | 29' | Edwin Movil     |
| Amonestado | 51' | Avimiled Rivas  |
| Amonestado | 82' | Yeison Gordillo |

|  |

| Otorgado · Expulsado | 74' | Avimiled Rivas |

| Árbitro             | Adrián Vélez |
| Árbitros asistentes | Bandera de ? |
| Árbitros asistentes | Bandera de ? |
| Cuarto árbitro      | Bandera de ? |

|                                |
| Bandera de Colombia            |
| Campeón Millonarios 2.º título |